# Friedrich Nietzsche
Friedrich Wilhelm Nietzsche (nemška izgovorjava frídrih vílhelm níče), nemški filozof in klasični filolog, kulturni kritik, pesnik in skladatelj.* 15. oktober 1844, Röcken pri Leipzigu, Saška, Prusija (sedaj Nemčija), † 25. avgust 1900, blizu Weimarja, Nemčija.
Napisal je mnogo kritik na račun vere, minljivosti, sodobne kulture, filozofije in znanosti, v katerih je bil pogosto metaforičen in ironičen, kar ga je razlikovalo od sodobnikov in ga približalo takratni družbi.
Nietzschejevo prepričanje je vključevalo ideje perspektivizma, kar se najbolje vidi v njegovem delu Volja do moči in citatu "Bog je mrtev". Njegov filozofski koncept je temeljil na potrditvi življenja, ki v ospredje postavlja posvetno pred posmrtnim življenjem. Skozi njega spozna, da lahko posameznikova edinstvenost vodi do njegove prevlade nad družbenim, kulturnim in moralnim obstojem. Nietzsche je sicer bil vzgojen v luteranskem duhu, a ga je vera razočarala in je postal ateist. Njegovi radikalni pogledi na objektivizem in resnico so že dolgo predmet debate v filozofskih krogih in zato ostaja njegov vpliv skozi ves čas močno prisoten. Zadnje čase filozofi uporabljajo njegove teorije za razlago humanizma in trans humanizma.
Nietzsche je začel svojo kariero kot klasičen filolog in se kasneje posvetil filozofiji. Leta 1869, pri 24 letih, postane predsednik katedra za klasično filozofijo v Baslu. Leta 1879 je od položaja odstopil zaradi zdravstvenih težav, ki so se ga držale že od rane mladosti. Pri 44 letih je doživel živčni zlom, ki ga je pohabil do konca njegovega življenja. Živčni zlom pripisujejo sifilisu, vendar je diagnoza vprašljiva. Umrl je 25. avgusta leta 1900, najverjetneje za posledicami možganskega raka.

## Življenje

### Mladost
Rojen je 15. oktobra 1844 v majhnem mestecu Röcken blizu Leipziga, ki je bil takrat pod okriljem Prusije. Ime je dobil po Istoimenskem pruskem kralju Frideriku Williamu IV. Njegova starša Carl Ludwig Nietzsche, ki je bil luteranski pastor in učitelj, ter Franziska Oehler sta se poročila leta 1843, tri leta pred Nitzschejevim rojstvom. Nietzsche je imel mlajšo sestro, Elizabeto Förster-Nietzsche in mlajšega brata Ludwiga Josepha, ki je umrl pri komaj dveh letih. Njegov oče je umrl leta 1849 in kmalu po tem so se preselili k babici in po njeni smrti leta 1856 še v svojo hišo, ki je danes muzej.
Nietzsche je na začetku obiskoval fantovsko šolo, kasneje pa privatno šolo, v kateri je spoznal Kruga, Wagnerja in Pinderja, ki so prihajali iz uglednih družin. Že zgodaj je izkazal talent za glasbo in jezike, saj je že v mladosti govoril grško, latinsko, hebrejsko in francosko poleg materne nemščine.
Leta 1864 je po maturi začel študirati teologijo in klasično filogijo v univerzi v Bonnu. Po enem semestru in sporu z materjo je izgubil vero in opustil študij teologije. Že v njegovem spisu leta 1862 naslovljenem Fate and history (ni slo. prevoda) je razvidno, da je prišel do zaključka, da zgodovina zaključuje, da je vera brez pomenska.
Leta 1865 je Nietzsche temeljito preučeval dela Arturja Schopenhauerja. Izvor svoje filozofske sle pripisuje prav njegovemu delu Svet kot volja in predstava. Kasneje mu je posvetil tudi esej.
Do leta 1866 je bil kar dobro načitan. Prebiral je namreč vrsto sodobnikov in velikih mislecev kot so Kant, Darwin ... Leta 1867 se je prostovoljno pridružil pruski konjenici pri Naumburgu. Bil je eden najboljših jezdecev v svoji enoti. Poškodba, leta 1868, mu je natrgala mišice, kar mu je za osem mesecev onemogočilo hojo, zato se je zopet posvetil študijem in se leto kasneje prvič sestal z Richardom Wagnerjem, ki je imel velik vpliv na njegova razmišljanja.

### Profesor v Baslu
Star komaj 24 let je postal profesor klasične filologije v Baslu v Švici, čeprav ni imel niti diplome, še manj pa licenco za poučevanje. Ponudba je prišla, ko je Nietzsche razmišljal, da bi opustil filologijo in jo sprejel. Nietzsche je še do danes eden od najmlajših profesorjev klasike. Pred selitvijo se je odpovedal pruskemu državljanstvu in ostal brez državljanstva do konca življenja. Navkljub temu je Nietzsche služil pruski vojski med Francosko-prusko vojno. V njegovem kratkem službovanju se je nagledal vojnih grozot. Med vojno so ga pestile razne infekcije med drugim tudi sifilis. Po vrnitvi v Basel je lahko z distanco opazoval združitev Nemčije pod Ottom von Bismarkom. Leta 1872 je objavil svojo prvo knjigo rojstvo tragedije. Njegovo delo ni bilo sprejeto s pretiranim navdušenjem, saj je zavračal klasične metode ter jih nadomeščal z bolj špekulativnimi. Po nekaj interpretacijah je delo začelo pridobivati nekaj interesa, in sicer negativnega. Začela se je debata sodobnih filologov. Delo ga je diskreditiralo in mu je onemogočilo napredovanja.
Leta 1873 je začel zbirati zapiske, ki bodo bili objavljeni posthumno, kot filozofija in tragika dobe Grkov. Med leti 1873 in 1876 je objavil štiri eseje, ki so kritizirali takratno družbo in razvoj Nemčije.
Z objavo Človeško, prečloveško je začel novo poglavje v filozofskem razmišljanju, ki se je izkazala kot optimistična. Preučeval je moralo religije in odnose med in do spolov. Leta 1879 je moral opustiti poučevanje, saj se mu je zdravstveno stanje nenadoma poslabšalo.

### Nietzsche kot neodvisni filozof
Zahvaljujoč svoji pokojnini in finančni pomoči prijateljev je Nietzsche pogosto potoval z namenom, da bi našel klimo, ki bi bila bolj blaga za njegovo zdravje. Leta 1889 je delal kot neodvisni avtor in kritik. Veliko poletij je preživel blizu St. Moritza v Švici, svoje zime pa je preživel v Genovi, Rapallu in Torinu v Italiji in v Nici v Franciji. Ko je Francija zasedla Tunizijo leta 1881, se je odločil, da bo odpotoval v Tunizijo, da bi videl Evropo iz drugega pogleda, vendar je kasneje zaradi slabega zdravja to idejo opustil. Nietzsche se je občasno vračal v Naumburg, da bi videl svojo družino, s katero je prav v tem času prihajal do pogostih nesoglasij. Ko je bil v Genovi, je moral zaradi slabega vida poskusiti nove načine pisateljevanja. Preizkusil je pisalni stroj in tako imenovano Hansenovo pisalno žogo, na koncu pa sta njegova študenta Heinrich Koseiltz in Peter Gast postala njegova osebna tajnika. Nietzsche je najtesneje sodeloval z Gastom, saj je najbolje znal razbrati njegov nečitljivi rokopis. Postala sta tudi tesna prijatelja in Gast je bil eden redkih, ki je smel Nietzscheja odprto kritizirati. V tem obdobju, od leta 1879–1888, je Nietzsche vsako leto objavil vsaj eno pomembno knjigo. Leta 1888 je bilo zadnje leto, ko je pisal. To leto je objavil oziroma zaključil pet knjig. Leta 1882 je Nietzsche sklenil veliko pomembnih prijateljstev, med drugim je spoznal tudi Louandreas Salome, ki bo kasneje postala ena njegovih najboljših učenk in tudi njegov ljubezenski interes. Nietzsche in Salome sta skupaj preživela poletje z njegovo sestro. Nietzsche ni imel Salome za enakopravno, ampak za nadarjeno učenko. Salome je večkrat rekla, da jo je Nietzsche zaprosil za roko, vendar je resničnost te trditve vprašljiva. Med zimo leta 1882 je Nietzsche prekinil svojo zvezo s Salome in se skregal s svojo družino, zato je zimo preživel v Rapallu. Tam je napisal »Tako je govoril Zaratustra« v samo desetih dnevih. Tega leta je bil na visokih odmerkih opija, ampak je kljub temu imel še vedno težave s spanjem. Naslednje leto je bival v Nici in si je kar sam pisal recepte za močna pomirjevala, medtem je prekinil svoje filozofske vezi Schopenhauerjem (govorimo o navezi za njegova dela). Ko je prekinil veliko prijateljskih vezi, je bil skoraj brez prijateljev. Njegova dela pa niso več doživljala uspeha kot nekoč. Zaratustra so natisnili v samo štiridesetih izvodih in ga poslali le nekaj Nietzschejevim najbližjim prijateljem. Leta 1883 so zavrnili njegovo prošnjo, da bi poučeval na univerzi v Leipzigu. Spoznal je, da zaradi naravnanosti proti krščanstvu in bogu, ki ga je izrazil v Zaratustri, ne bo nikoli več dobil službe v nemško govorečem svetu. Leta 1886 se je njegova sestra Elizabeta poročila z antisemitom Dermhartom Fosterjem in z njim odpotovala v Paragvaj, da bi ustanovila novo Germanijo, nemško kolonijo. Nietzscheju se je zdel ta načrt zelo smešen, kar je še poglobilo spor, ki je bil med njima. Vendar nista nikoli popolnoma prekinila vezi. Videla sta se šele, ko je Nietzsche doživel kolaps zaradi bolezni, ki mu je onemogočila kakršnokoli daljše ustvarjanje. Leta 1887 je Nietzsche spoznal Dostojevskega, s katerim se je nemudoma spoprijateljil. Imela sta nekaj skupnih pogledov na človeštvo, ki se izražajo »V zločinu in kazni« Fjodorja Dostojevskega. Kazalo je, da se njegovo zdravje izboljšuje, zato je poleti 1888 dobil nov zanos. Jeseni leta 1888 pa so njegova dela in pisma poudarjala večjo težo njegove usode. Na 44. rojstni dan, ko je napisal »Somrak idolov« in »Anarhista«, se je odločil, da bo napisal še avtobiografijo Ecce homo.

### Živčni zlom in smrt (1889–1900)
3. januarja 1889 je Nietzsche doživel živčni zlom, tri dni kasneje pa je bil sprejet v psihiatrično bolnišnico v Baslu. Zaradi zelo resne duševne bolezni ga je njegova mati premestila v kliniko v Jeni, maja 1890 pa ga je pripeljala na njen dom v Naumburgu, kjer sta z njegovo sestro Elizabeth skrbeli zanj. V tem času je izšlo nekaj njegovih knjig, za kar so bili odgovorni Overbeck, Gast in njegova sestra Elizabeth. Nietzschejeva duševna bolezen je bila prvotno diagnosticirana kot terciarni sifilis, nato pa so predvidevali, da gre za manično-depresivno bolezen z občasno psihozo, ki ji sledi vaskularna demenca. V letih 1898 in 1899 je Nietzsche doživel dve kapi, ki sta ga delno paralizirali, zato ni mogel več hoditi in govoriti. Avgusta 1900 je zbolel za pljučnico, po še eni kapi 25. avgusta pa je umrl. Elizabeth ga je dala pokopati zraven njegovega očeta v Lütznu. Po njegovi smrti je dala objaviti še eno njegovo delo.

### Romantično življenje
Kljub zaroki z Lou Salomé, se Nietzsche ni nikoli poročil. Nekateri trdijo, da je bil homoseksualec ter da se je sifilisa nalezel v moškem bordelu v Genovi. Joachim Köhler, ki je preučeval Nietzscheja, pravi, da je možno, da se je Nietzsche romantično zapletel s svojim prijateljem Paulem Réejem, a to teorijo mnogi drugi pojmujejo kot zelo malo verjetno ter jo zavračajo.

## Schopenhauer in Wagner
Poleg tega, da je bil Schopenhauerjev učenec, je Nietzscheja še kot mladeniča zelo privlačil skladatelj Richard Wagner. Postala sta osebna prijatelja, čeprav je bil Wagner toliko starejši, da bi mu lahko bil oče. Toda Nietzsche je dokazal svojo neodvisnost, ko se je pozneje uprl tako Schopenhauerju kot Wagnerju in napisal znamenito polemiko proti Wagnerju v dveh knjigah Primer Wagner (1888) in Nietzsche versus Wagner (1895). Nietzsche se je strinjal s Schopenhauerjem, da ni boga in da nimamo nesmrtne duše. Prav tako se je strinjal, da je naše življenje v glavnem nesmiselno trpljenje in prizadevanje, ki ga poganja iracionalna sila, imenovana volja, toda zavrnil je Schopenhauerjevo stališče, da je ta svet le nepomemben del vse resničnosti. Predvsem pa je zavrnil Schopenhauerjev sklep, da bi se z gnusom morali odvrniti od sveta, ga zavrniti in se umakniti iz njega. Sam je bil mnenja, da bi morali živeti polno življenje in ga kar se le da izkoristiti. Osrednje vprašanje Nietzschejeve filozofije je, kako to najbolje storiti v nesmiselnem svetu brez boga.

## Bog je mrtev
Njegovo izhodišče je bilo, da Boga danes ni več. Ubili smo ga mi s svojim vztrajanjem pri veri v religijo samo. Po njegovem mnenju vera v Boga, kot jo predstavljajo cerkve, siromaši življenja ljudi. Vera v nebesa po smrti omejuje sedanje dostojanstvo in vrednost človekovega bivanja. Posmrtnega življenja ni, obstaja le svet, v katerem živimo. Skoraj ni dvoma, da je Nietzsche nase gledal kot na nekakšnega preroka. Čutil je, da ima nalogo, da svojo generacijo zbudi iz spanja in izpostavi njene lažne vrline.

## Morala in vrednote
Nietzsche je silovito napadel našo navezanost na obstoječo moralo in vrednote. Pravi, da te v glavnem izvirajo iz Stare Grčije in judovsko-krščanske tradicije, kar po njegovem pomeni, da prihajajo iz popolnoma drugačnih družb, kakor so današnje in iz religij, v katere marsikdo ne verjame več. Pravi, da tega stanja stvari ni več mogoče zagovarjati, ker življenja ne moremo utemeljiti na vrednostnem sistemu, katerega temelje zavračamo. S tem postaja naše življenje lažno. Nato je napadel obstoječe vrednote in trdil, da jih nikakor ne bi smeli ohraniti. Ljudje so se dvignili nad živalsko stanje in razvili civilizacijo, vključno z vso kulturo – močni je vedno odstranjeval šibkega, zmožni nezmožnega, pametni neumnega. Ti procesi so potekali v neštetih stoletjih in le zato so lahko nastale stvari, ki jih v našem življenju najbolj spoštujemo. Kasneje pa so prišli t. i. moralisti, kot na primer Sokrat in Jezus ter trdili, da so vse te vrednote napačne – obstajati bi morali zakoni, ki bi šibkega varovali pred močnim, in da bi morala zavladati pravičnost ne pa moč, in zemlja bi morala biti last ponižnih, ne pa pogumnih. Procesi, s katerimi se je človek dvignil nad živali in razvil civilizacijo, so se tako zasukali nazaj – naravnim voditeljem, pogumnim, samozavestnim, iznajdljivim, je nadel verige vrednostni sistem, ki jih je enačil s povprečnim človeštvom. (Bil je prepričan, da izjemne posameznike omejuje vrednostni sistem, ki jih postavlja na isto raven z množico.) Tipične lastnosti sužnjev so začeli hvaliti kot kreposti – v imenu morale. Nietzsche pravi, da je zanikanje vsega kar sta ustvarili kultura in civilizacija najslabša možna dekadenca ter da se tako ne sme nadaljevati. Po njegovem mnenju mora novo moralo in vrednote ustvariti človek sam, ker boga in nobenega drugega sveta ni in ko enkrat spoznamo, da si vrednote ustvarjamo sami, ugotovimo tudi, da si lahko izberemo tiste, ki so nam najbolj v prid. Človek si že od nekdaj želi moči in oblasti in stremi k dosegu samoizpolnitve. Nietzsche temu prizadevanju pravi  'volja do moči', pri tem pa ni mislil le na politiko in osvojitve, temveč tudi na kulturno dejavnost. Zanj je človek, ki razvije vse svoje zmožnosti  'nadčlovek', saj se nekako dvigne nad druge (Luther, Napoleon, Goethe). Najbolj nadarjeni posamezniki bi tako živeli polno življenje, namesto frustracij pa bi doživljali osebno srečo. Vsak od nas bi si moral prizadevati za samoizpolnitev, živeti polno življenje, si reči 'da' in doseči vrhunec svojih zmožnosti.

## Filozofija
Svojo Voljo do Moči je Nietzsche dosegel pod vplivom svojega profesorja Arthurja Schopenhauerja in njegove knjige Svet kot volja in predstava. V tem delu Schopenhauer predstavi svojo teorijo o naravi in človeški družbi, kot voljo po preživetju. Na kratko, vsak osebek se bori za svoj obstoj in to žene človeštvo v napredek. Nietzsche pa vzame to tezo in jo razvije dalje. Predlaga voljo do moči.
Volja do moči je koncept, da vsak osebek stremi k prevladi nad drugimi, če se tega zaveda ali ne, in ta želja po prevladi in napor, ki je potreben za prehajanje ovir na poti do želenega cilja je glavno gonilo napredka življenja, posameznih vrst in nazadnje človeštva.
Tukaj lahko izpostavimo tudi njegovi dve veliki temi in sicer Übermensch in kritiko Krščanske cerkve. Nietzsche je človeška bitja videl le kot vmesno stopnjo med opico in nadčlovekom. Pravi da je človek nekoč bil deževnik in še zmeraj je v nekem pogledu deževnik, vendar ko postane nadčlovek (skozi potek, ki ga požene volja do moči), pa prenehaš biti pol žival in pol razumno bitje in postaneš celosten nadčlovek. Prav tukaj pa Nietzsche vidi problem v nauku krščanstva. Pravi, da krščanski nauk obljublja večno življenje in srečo za vse, ki so izkoriščeni slabiči, ter večno trpljenje za močne izkoriščevalce. Vsak vernik tako izgubi kakršnokoli voljo do moči in tako ustavi proces razvoja ljudi v nadljudi.
Nietzsche je znan tudi po svojem reku »Bog je mrtev!«. Ta fraza je mnogokrat razumljena drugače, kot si jo je Nietzsche zamislil. S to frazo želi Nietzsche povedati, da je človeška vrsta prišla do stopnje, kjer je vsa metafizika (posledično tudi bog) uničena. Nietzsche svari pred prihajajočo dobo nihilizma, ki nas lahko, če jo uporabimo prav, popelje na stabilne temelje in popelje človeštvo v nadaljnji razvoj.
Nietzsche se je prav tako, kot posledica propada metafizike in nihilizma, posvetil najprej kritiki starih in nato konstrukciji novih moralnih vrednot. Kritiziral je socializem, judovske in krščanske moralne vrednote, ter utilitarizem.
Glede na njegov opus lahko sklepamo, da se je počutil kot mesija, moderni Kristus. Hotel je pospešiti prihod nihilizma in nato tudi pospešiti odhod le tega, da bi lahko sam nadziral ves potek. Prav tako pa v zvezi z moralo pravi »Morala sem jaz. Nič kar ni jaz ni morala!«
Nietzsche je bil zavzet determinist in oboževalec predsokratske Grčije. Prav tako je na nek način želel obuditi sofistični nauk Homo mensura, ki ga je Platon neuspešno (po njegovem mnenju) hotel ovreči. Bazirano na Newtonovi teoriji o neskončnosti časa in prostora, je verjel v neskončno obstojnost našega vesolja. Nasprotoval je Darwinovi teoriji o naravni selekciji, saj se ni sovpadala z njegovo voljo do moči, ampak govori o volji do preživetja.
Bil je tudi nadarjen skladatelj in pesnik. Ima majhen glasbeni opus, v katerem večinoma prevladujejo klavirske skladbe. Bil je velik prijatelj zakoncev Wagner, vendar kasneje Wagnejevo glasbo tudi kritiziral.

### Nadčlovek
Pomemben koncept pri razumevanju Nietzscheja je ideja super človeka. Ko je Nietzsche razvijal idejo nihilizma v svojem delu »Tako je govoril Zaratustara« si je pomagal s stvaritvijo nadčloveka ne kot projekta ampak antiprojekta torej odsotnost projekta. Po Lamertu »smrti boga mora slediti dolgo obdobje somraka in nihilizma Zaratustrino darilo nadčloveka je dano človeštvu kot rešitev problema za katerega še ne vemo« Zaratustra je predstavljen kot nadčlovek, ki je ustvaril nove vrednote in kot rešitev problema smrti boga in nihilizma. Nadčlovek ne sledi moralam, ki jim sledi krščanstvo ampak se dviguje nad njih in jih zavrača. V Zaratustri tako spremljamo iskanje cilja in njegovo preobrazbo v nadčloveka. Želi si neke vrste duhovno evolucijo, da bi s samozavedanjem premagal konvencionalne poglede na moralo in pravico, ki izhajajo iz nadpozicije globoko ukoreninjenega krščanstva.
Tukaj je vredno omeniti, da je to le ena od interperetacij.
Tako je govoril Zarathustra (prolog):
naučil te bom nadčloveka. Človek je stanje, ki ga moramo premagati. Saj si naredil, da bi ga premagal?... vsa bitja do sedaj so ustvarila nekaj nad njimi: Ali hočeš biti plima te velike poplave? Se želiš vrniti raje med živali kot, da bi premagal človeka? Kaj je opica človeku? Nekaj vredno zasmehovanja ali boleča sramota? In človek bo bil to nadčloveku- nekaj vredno posmehovanja ali preprosto, nekaj čemur se posmehuje. Prišel si od črva do človeka, a vendar je v tebi še vedno veliko črva. Včasih smo bili opice in še danes smo bolj opice, kot katerekoli opice. Nadčlovek je smisel bivanja na zemlji. Naj ti pove tvoja volja, da je nadčlovek smisel življenja… Človek je vrv, ki obvezuje nadčloveka vrv, ki mosti nad prepad…kar je dobro pri človeku je, da je most in ne konec.
Zaratustra primerja zadnjega človeka z nadčlovekom, v moderni dobi (demokratični človek?) nek nov cilj, ki si ga mora človeštvo postaviti samemu sebi. Človeštvo je po Nietzscheju apatetično bitje, ki nima večje strasti ali obveze, ki ne more sanjati, ki samo preživlja in ne živi svojih dni. Ta njegov koncept se pojavi samo v delu »Tako je govoril Zarathustra » in je prestavljen kot ovira, ki onemogoča stvaritev nadčloveka.

### Kritika
Nietzche je imel pesimistični pogled na moderno družbo in kulturo. Njegova mišljenja so nasprotovala takratnemu toku misli. Ni želel biti konform in povprečen. Ker je Nietzsche videl pomanjkanje napredka, je to doumeval kot neizbežen propad človeške vrste. Po Nietzcheju moramo ljudje preseči svoje bivanje kot pripadniki kulture in postati individualni osebki. Verjel je, da so uspešni ljudje le tako uspeli priti na svoje položaje, da so se dvignili nad splošno sprejeto, da bi postavili nov bolj zdrav in uspešen začetek.
Nietzschejeva dela so kontroverzna zaradi različnih in napačnih interpretacij. Bila so opisana kot edinstven primer svobodne revolucionarne misli v primeru strukture in problematike, a ne vsebine.
V Zora je kritiziral moralne filozofije tistega časa, npr. krščanstvo, kantaizem in utilitarizem. Ni se strinjal s krščanskimi nauki (»Bog je mrtev«), saj se po njegovem mnenju niso strinjali z Jezusovimi, a ni nastopil proti vsem religijam, zagovarjal je npr. budizem.

### Upor sužnjev in moral
V delih Nad dobrim in zlim in Rod moralnosti se je osredotočil na opredeljevanje modernega moralnega sistema. Pojme je opredeljeval kot dobre ali slabe ter dobre ali zle. Po originalnem sistemu moralnosti naj bi imel zato, da bi bil »dober«, vse stvari, ki so v povezavi z osebno srečo, npr. bogastvo, moč, zdravje, medtem ko naj bi bil »slab«, če bi imel lastnosti nekdanjih sužnjev, npr. reven, šibek, in zato pomilovan.
Po drugi strani naj bi primer »suženjske moralnosti« izpostavil kontrast med dobrim in zlim, vrednote te pa naj bile pesimistične in služile kot izvir nihilizma.

### Smrt boga in nihilizem
Stavek »Bog je mrtev« se pojavi v več Nitzschejevih delih, kar mnogi razumejo kot to, da je priznal, da je ateist. Smrt Boga naj bi vodila v nihilizem, prepričanje da nič nima posebne vrednosti in da življenje nima smisla. Krščanstvo bi lahko dojemali kot zdravilo za nihilizem, saj brez njega človek ne bi imel ničesar, česar bi se lahko oklepal ali se ravnal po tem.
Izgubo pomena bivanja je Nietzsche označil kot pasivni nihilizem, ki ga je enačil s pesimistično filozofijo Schopenhauerja.

### Apolonizem in dionizem
Ta filizofski koncept temelji na nekaterih značilnostih antične grške mitologije, omenjena sta bogova Dioniz in Apolon. V klasični grški tragediji je Nietzsche našel obliko umetnosti ki presega pesimizem. Gledalcem, ki so na odru videli trpljenje igralcev, se je zato njihovo življenje zdelo vredno živeti. Glavna tema Rojstva Tragedije je bila fuzija Apolona in Dioniza. Apolon naj bi predstavljal harmonijo, napredek in logiko, Dioniz pa kaos, čustva, intoksiciranost in ekstazo, medsebojno pa se dopolnjujeta. Skupaj naj bi predstavljala temelj grške kulture.

### Perspektivizem
Nietzsche je trdil, da naj bi smrt Boga posledično vodila k izgubi univerzalne percepcije o stvareh in objektivne resnice. Sam je sicer zavrnil koncept objektivne resničnosti, saj naj bi imel vsak individualno perspektivo. V Tako je govoril Zaratustra Nietzsche piše, da ima vsaka oseba svoje vrednote, ki pa se med ljudmi razlikujejo. Kar naredi ljudi velike naj ne bi bilo njihovo prepričanje, temveč njihovo vrednotenje.

### Volja do moči
Volja do moči predstavlja temelj za razumevanje človeškega obnašanja, npr. razlage, ki temeljijo na težnji po prilagoditvi in preživetju. Težnja po obstoju in ohranitvi vrste za Nietzscheja predstavlja največji motivator za človeško in živalsko obnašanje. Poleg predstavitve teorije o človeškem obnašanju Nietzsche strogo napade koncept utilitarizma, ki trdi, da je glavno vodilo in motivacija, ki vodi ljudi, osebna sreča in dobro življenje. V povezavi s prejšnjo teorijo je ugibanje o resničnosti fizičnega sveta. V tej teoriji zavrne atomizem, ki trdi, da je svet sestavljen iz atomov, ter sprejme teorijo, da je vsa materija posledica medsebojnega delovanja sil.

### Vplivi na Nietzscheja
Kot filogist je imel Nietzsche obsežno znanje grške filozofije bral je: Immanuela Kanta, Platona, Johna Stuarta Milla, Arthurja Schopenhauerja in afriški duh, ki so postali njegovi glavni nasprotniki v njegovi filozofiji. Kasneje je bral tudi Spinozo, katerega je videl kot prekrščevalca v mnogih pogledih v smislu širitelja asketičnih idealov. Nietzsche je smatral Kanta kot fanatika, Platona kot dolgočasnega, Milla kot neumneža, za Spinozo je rekel:« Koliko osebnosti ima lahko tako zadržana in ranljiva maska tega bolehnega samotarja.« Če tudi je bila Nietzschejeva fiziologija zelo inovativna in revolucionarna je le poglobitev v njegove predhodnike. Ko je bil v Bazlu je Nietzsche velikokrat predaval o predplatonskih filozofih in prav zapiski iz teh lekcij se smatrajo kot, manjkajoči člen razvoja njegove misli. Presoktratni grški mislec Heraklitus je bil poznan kot prvi, ki je zavračal koncept bitij oziroma uporabo bitij za razlago smisla in principa vesolja in njegovo sprejetje fluksa je naznanjalo spremembe.
Nietzsche ni imel velike publike dokler je bil aktiven v pisanju. Ampak leta 1888 po predavanjih, ki jih je dal v univerzi v Kopenhagnu in po kritikah danskega kritika Georga Brandensa je pridobil, kar nekaj zvestih bralcev. V dvajsetem stoletju so njegova dela postala bolje znana. Bralci so se začeli odzivati na njegov kompleksen in včasih kontroverzen način pisanja. Veliko Nemcev je spoznalo, da razlaga individualizem in osebni razvoj »Tako je govoril Zaratustra«. Imel je nekaj zanosa med nemškimi levičarji v devetdesetih letih devetnajstega stoletja. Med letoma 1894—95 pa so njegovo knjigo prepovedali saj naj bi vzbujala revolucijo. Med devetnajstim stoletjem so Nietzscheve ideje bile povezane z anarhističnimi gibanji in kazalo je, da je prav Nietzsche nanje močno vpliva, še posebej v Franciji in v Združenih državah Amerike. Hlmecken je napisal prvo knjigo o Nietzscheju v angleščini z naslovom »Filozofija Friedricha Nietzscheja«. Nietzsche je danes poznan kot ekspresionist, eksternalist in postmodernist. Gustav Mahler je posvetil svojo tretjo simfonijo Nietzscheju in Zaratustri prav tako Richard Strauss med drugim je Nietzsche vplival tudi na pesnike, kot so: Andre Gide, August Strindberg,Robinson Jeffers, Pio Baroja, D.H. Lawerence, Edith Scodergran,Yukio Mishima. Nietzsche je imel tudi velik vpliv na ruski simbolizem skozi Dmitrya Merezhkovskya, Andreia Belya, Vyacheslava Ivanovicha Ivanova in Alexanderja Scriabina, ki so vsi razglabljali o vsaj delu Nietzschejeve filozofije. Za časa prve svetovne vojne si je Nietzsche nabral, kar nekaj ugleda med nemškimi levičarskimi in desničarskimi vojaškimi silami. Nemški vojaki so za božič dobivali Zaratustro kot darilo. Nietzschejev ugled je začel močno upadati, ko so ga začeli povezovati z Adolfom Hitlerjem in nemškim Reichom, a vendar je bila strokovna javnost 20. stoletja vsaj bežno seznanjena z Nietzschejevimi idejami. Težje je špekulirati o tem, če so nacisti vzeli Nietzscheja za inspiracijo. Hitler na primer, najverjetneje nikoli ni prebral Nietzscheja in četudi ga je, se mu ni nikoli pretirano posvečal. Čeprav je uporabljal Nietzschejev citat »gospodarji zemlje« v Mein Kampf in čeprav je pogosto obiskoval njegovo rojstno hišo. Nacisti, tudi Mussolini, so Nietzscheja zlorabljali in ga brali selektivno. Richard Nixon je prebiral Nietzscheja z velikim zanimanjem in je pogosto črpal inspiracijo prav v njem. Določeni pogledi Nietzschejeve filozofije, še posebej njegov pogled na boj med posameznikom in družbo, prežema literaturo poznega dvajsetega in zgodnjega enaindvajsetega stoletja.

## Hitler in Mussolini
Utemeljitelj fašizma Mussolini je bral Nietzscheja, Hitler pa je Mussoliniju podaril Nietzschejeva zbrana dela na njunem zgodovinskem srečanju leta 1938 na brennerskem prelazu. Nacisti so v svoji propagandi pogosto uporabljali Nietzschejeve izraze, denimo 'nadčlovek' in 'volja do moči'. Vendar pa Nietzsche ni nikoli bil ne nacionalist ne antisemit, zato je povezava njegovega pojmovanja nadčloveka z nacistično idejo o čisti arijski rasi popolnoma napačna.

## Filozofska dela
- Rojstvo tragedije iz duha glasbe (Die Geburt der Tragödie aus dem Geiste der Musik)
- Času neprimerna premišljevanja (Unzeitgemässe Betrachtungen)
- Človeško, prečloveško (Menschliches, Allzumenschliches)[6]
- Jutranja zarja (Morgenröte)
- Vesela znanost (Die fröhliche Wissenschaft)
- Tako je govoril Zaratustra (Also sprach Zarathustra)
- Onstran dobrega in zlega (Jenseits von Gut und Böse)
- Somrak malikov (Götzen-Dämmerung)
- Antikrist (Der Antichrist)
- Ecce homo
- H genealogiji morale (Zur Genealogie der Moral)
- Primer Wagner (Der Fall Wagner)
- Volja do moči (Der Wille zur Macht) - izšlo posmrtno (zbirka tekstov, ki je sam ni uredil)

## Dela dostopna v slovenščini
Knjige:
- Tako je govoril Zaratustra : knjiga za vse in za nikogar (1984; 1999)
- Onstran dobrega in zlega : predigra k filozofiji prihodnosti ; H genealogiji morale : polemični spis (1988)
- Somrak malikov ali Kako filozofiramo s kladivom ; Primer Wagner : problemi glasbenikov ; Ecce homo : kako postaneš, kar si ; Antikrist: prekletstvo nad krščanstvo (1989)
- Volja do moči : poskus prevrednotenja vseh vrednot : (iz zapuščine 1884/88) (1991, 2004)
- Rojstvo tragedije iz duha glasbe (1995)
- Jutranja zarja : misli o moralnih predsodkih (2004)
- Vesela znanost (2005)
- Človeško, prečloveško : za svobodne duhove : v spomin ! Voltairu ob obletnici njegove smrti 30. maja 1778 (2005)
- Somrak malikov ali Kako filozofiramo s kladivom (2006)
- Času neprimerna premišljevanja (2007; prevedel Valentin Kalan) Času neprimerna premišljevanja. 2, O koristi in škodi zgodovine za življenje
- Izbrani Nietzschejevi citati (2024)

Članki:
- Rirendi dicere severum--- (1992)
- O resnici in laži v zunajmoralnem smislu (1992, 2004)
- Vesela znanost (1994)
- Dionizovi ditirambi (1994, 2005, 2008)
- Jaz in moja sestra (1996, 2000)
- Sokrat in tragedija : drugo predavanje : iz zapuščine (1996)
- Med ujedami (1997)
- Med prijatelji: za konec (1997)
- Dioniz ; Zadnja volja ; "Popotnik in senca" (1997)
- Ariadna toži (1997)
- Samo norec! Samo pesnik! (1997)
- Zaratustrova rajalna pesem (1997)
- Nori človek (1998)
- Pesmi (1999)
- Kaj je romantika? (2000)
- Nietzschejevo berilo: izbrani odlomki (2002, ur. Matevž Kos)
- "Tanka jabolčna lupinica nad razbeljenim kaosom": iz Nietzschejevega berila (2002)

### Knjige slovenskih avtorjev:
- Janko Lavrin: Dostojevski, Nietzche, Tolstoj (1937)
- Ivo Urbančič: Zaratustrovo izročilo I & II (Ljubljana, 1993 in 1996)
- Tine Hribar: Evangelij po Nietzscheju, Nova revija, Ljubljana, 2002
- Matevž Kos: Poskusi z Nietzschejem (2003)
- Aleš Bunta: Uničiti nič? (2007)*
- Dejan Aubreht: Nietzschejeva filozofija razlike (2010)
- Aleš Bunta: Nietzsche in neubesedljiva misel, Založba ZRC, 2024